# C. L. R. James

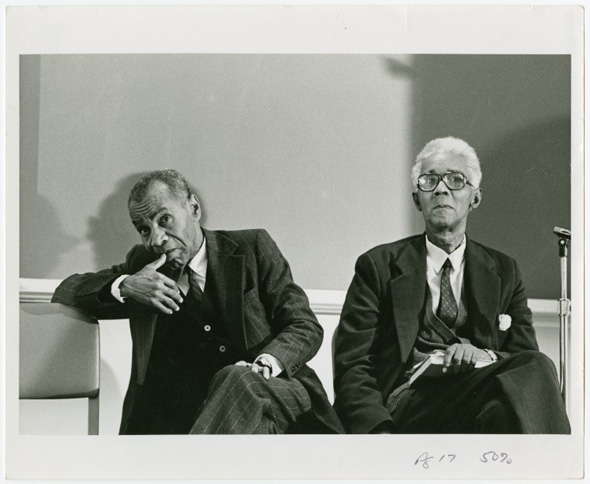
C.L.R. James (rechts, mit Léon-Gontran Damas, 1972)

Cyril Lionel Robert James TC  (* 4. Januar 1901 in Tunapuna (Trinidad); † 31. Mai 1989 in London) war britischer Kulturkritiker und Journalist sowie ein sozialistischer Theoretiker und Schriftsteller.

## Leben

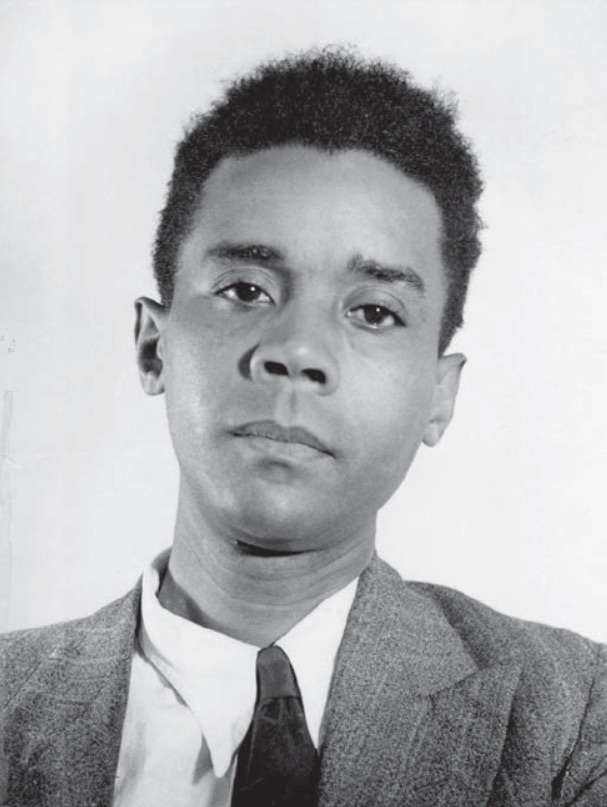
C.L.R. James (1938)

C. L. R. James schrieb sich 1910 für das Queens Royal College in Port of Spain ein und erzielte im Eingangsexamen als jüngster Sieger der damaligen Schulgeschichte das beste Ergebnis. Als Schüler war er ein großer Fan des Cricket-Sports und spielte erfolgreich in der Schulmannschaft, außerdem erwuchs zu dieser Zeit seine Liebe zur Literatur. 1918 graduierte er. In den Folgejahren arbeitete James als Lehrer für Englisch und Geschichte und war Mitglied einer losen Vereinigung trinidadischer Schriftsteller. Er schrieb primär Kurzgeschichten; sein erster Erfolg war die im Oktober 1927 in Großbritannien in der Wochenzeitung Saturday Review veröffentlichte Kurzgeschichte La Divina Pastora, die im Folgejahr in Edward O’Briens Anthologie The Best British Short Stories of 1928 aufgenommen wurde.
1933 zog James nach London, wo er als Sportkorrespondent für den Manchester Guardian über Cricket schrieb und ein Theaterstück über den Befreiungskämpfer Toussaint L’Ouverture verfasste, das im West End uraufgeführt wurde. Er schrieb dort auch seine bekannten wissenschaftlichen Werke über die Geschichte der Kommunistischen Internationale in World Revolution (1937) – ein Buch, über das sich Leo Trotzki lobend äußerte – sowie das Werk The Black Jacobins: Toussaint L’Ouverture and the San Domingo Revolution (1938) über die Revolution in Haiti, das zum damaligen Standardwerk für die Erforschung der schwarzen Diaspora wurde. Es gilt „als historiographischer Meilenstein. Denn James konzipierte, ohne es so zu nennen, eine «atlantische Perspektive» und verknüpfte die Karibik, Afrika und Europa“. In London schloss er sich trotzkistischen Gruppen an.
1938 kam James in die USA und verfasste wichtige kulturwissenschaftliche Arbeiten über die Vereinigten Staaten. Er sah sich selbst als Leninist, obwohl er später (ab ca. 1949) Lenins Konzept der Partei als revolutionäre Avantgarde ablehnte. Er schloss sich der Socialist Workers Party (SWP) an und stand in deren Spaltung über die Einschätzung des gesellschaftlichen Charakters der Sowjetunion 1940 auf der Seite der Minderheit um Max Shachtman und Martin Abern, welche die Workers’ Party gründeten. In dieser gründete er gemeinsam mit Raya Dunayevskaya und anderen Parteimitgliedern eine interne Gruppierung, die Johnson-Forest Tendency (Johnson und Forrest waren die Pseudonyme von James und Dunayevskaya), welche eine Einschätzung der Sowjetunion als staatskapitalistische Gesellschaft entwickelte. Die Johnson Forrest Tendency kehrte 1947 in die SWP zurück, verließ diese jedoch schon 1949 wieder und konstituierte sich als eigene Organisation unter dem Namen Correspondence Publishing Committee. Die Gruppierung unterhielt enge Beziehungen zu Socialisme ou barbarie in Frankreich.
James’ Aufmerksamkeit galt in dieser Zeit der an Bedeutung gewinnenden schwarzen nationalistischen Bewegung, daneben den Kämpfen in den Industriebetrieben und der Frauenbewegung. Während der McCarthy-Ära wurde er 1952 ausgewiesen und verbrachte einige Zeit auf Ellis Island, wo er sein Buch über Herman Melville vollendete. Er engagierte sich in der Pan-Afrikabewegung und sah in der Revolution von Ghana ein wichtiges Vorbild für internationale Revolutionäre. 1970 durfte er in die USA zurückkehren und wurde an das Federal City College in Washington berufen. Später zog er erneut nach London, wo er bis zu seinem Tod blieb.
C. L. R. James’ Werke inspirierten viele karibische Sozialisten wie Eric Eustace Williams (mit diesem brach James, nachdem Williams Premierminister des unabhängigen Trinidad und Tobago wurde und dort eine wenig radikale Politik machte), Maurice Bishop, Walter Rodney und den Soziologen, Dichter und Reggae-Musiker Linton Kwesi Johnson.

## Ehrungen
C. L. R. James ist Träger des Trinity Cross, der zum Verleihungszeitpunkt höchsten Auszeichnung des Staates Trinidad und Tobago.

## Werke (Auswahl)
Belletristik
- Minty Alley. A novel. New Beacon Books, London 1971, ISBN 0-901241-07-5 (Nachdr. d. Ausg. London 1936).

Sachbücher
- Beyond a Boundary. Yellow Jersey Press, London 2005, ISBN 0-224-07427-X (Nachdr. d. Ausg. London 1963).
- Cricket. Selected writings. 2. Aufl. Allison & Busby, London 1989, ISBN 0-85031-786-X.
- Facing Reality. The new society; where to look for it and how to bring it closer. ak press, Chicago, Ill. 2006, ISBN 978-0-88286-308-5 (Nachdr. d. Ausg. Chicago, Ill. 1958; zusammen mit Cornelius Castoriadis und Grace Lee Boggs).
- The Life of Captain Cipriani. An Account of the British Government in the West Indies. UMI Books, Ann Arbor, Mich. 2002 (Nachdr. d. Ausg. Nelson 1932).
- Mariners, Renegades and Castaways. The Story of Herman Melville and the World We Live In. University Press of New England, Hanover, NH 2001, ISBN  1-58465-094-X (Nachdr. d. Ausg. New York 1952).
- Modern Politics. Being a series of lectures on the subject given at Trinidad Public Library. PNM-Publ., Port of Spain 1960.
- Nkrumah and the Ghana Revolution. Allison & Busby, London 1982, ISBN 0-85031-461-5 (Nachdr. d. Ausg. London 1977).
- Notes on Dialectics. Hegel, Marx and Lenin. Allison & Busby, London 1980, ISBN 0-85031-150-0 (Nachdr. d. Ausg. London 1948).
- Party Politics in the West Indies. 2. Aufl. Imprint Caribbean, San Juan, Trinidad 1984 (Nachdr. d. Ausg. 1962).
- Die schwarzen Jakobiner. Toussaint L’Ouverture und die Unabhängigkeitsrevolution in Haiti („The Black Jacobins: Toussaint L’Ouverture and the San Domingo Revolution“). Verlag Pahl-Rugenstein, Köln 1984, ISBN 3-7609-0911-6 (Kleine Bibliothek; 341); Neuausgabe als Die schwarzen Jakobiner. Toussaint Louverture und die Haitianische Revolution, b_books und Karl Dietz Verlag, Berlin 2021, ISBN 978-3-320-02386-7.
- State Capitalism and World Revolution. Kerr Publ., Chicago, Ill. 1986, ISBN 0-88286-079-8 (Nachdr. d. Ausg. New York 1950).
- World Revolution 1917–1936. The Rise and Fall of the Communist International. Kraus Reprint, Nendeln 1970 (Nachdr. d. Ausg. London 1937).
- A History of Pan-African Revolt. PM Press, Chicago 2012 (Nachdruck der Ausgabe  London 1938).

Werkausgabe
- Scott McLemee, Paul Le Blanc (Hrsg.): C. L. R. James and Revolutionary Marxism. Selected Writings of C. L. R. James, 1939–1949. Humanity Books, Amherst, NY 1994, ISBN 1-57392-371-0 (Taschenbuchausgabe).